# Proyecto Neptuno
El Proyecto Neptuno, también conocido como Proyecto Arazatí, era un proyecto que contemplaba el desarrollo de infraestructura hídrica en Arazatí, en San José, Uruguay.En 2020, un consorcio de empresas denominado "Aguas de Montevideo" presentó un proyecto para la realización de una planta potabilizadora de agua tomada del Río de la Plata en la zona de Arazatí, para abastecer la demanda de agua potable de Montevideo.
El gobierno y la empresa de agua estatal OSE aceptaron la propuesta. En noviembre de 2022, OSE llamó a una licitación para la construcción de la planta potabilizadora, ya que el proyecto supondría una inversión superior a 200 millones de dólares. El 15 de noviembre de 2022 el presidente Luis Lacalle Pou anunció en conferencia de prensa la aprobación del proyecto Neptuno. El proyecto fue finalmente licitado al consorcio denominado “Aguas de Montevideo”, compuesto por las empresas Berkes, SACEEM, CIEMSA y FAST.
El proyecto tomaría agua del Río de La Plata, con el objetivo de aportar aproximadamente un 30% del volumen de agua potable para la zona metropolitana.El proyecto también contempla la construcción de un pólder o laguna artificial,con una capacidad de 4.0 hectómetros cúbicos.Inicialmente, se anunció como uno de los proyectos de inversión de agua potable más grandes en los últimos 150 años.
Desde sus inicios, la iniciativa generó un conflicto ambiental. Hay tres ejes principales de debate en el conflicto. Por un lado, existe un debate sobre el impacto ambiental de la construcción de la planta. Hay una disputa entre OSE y la comunidad científica perteneciente a la  Universidad de la República sobre la forma más eficiente y adecuada de proveer de agua potable a la población de la zona metropolitana.Por último, hay una discusión alrededor de los términos del contrato entre el consorcio privado y la empresa estatal OSE.
En enero de 2025, Luis Lacalle Pou firmó la habilitación para el Proyecto Neptuno, a pesar de las críticas de diversos sectores.El presidente electo, Yamandú Orsi, junto con el designado Ministro de Ambiente, Edgardo Ortuño, criticaron la firma de la habilitación, en particular a pocos meses de terminarse el gobierno de Lacalle Pou.
En julio de 2025, el gobierno de Yamandú Orsi anunció que dejaría sin efecto el proyecto original y comenzaría a negociar con el consorcio Aguas de Montevideo con el objetivo de construir en su lugar una planta potabilizadora de agua en Aguas Corrientes, en el departamento de Canelones.

## Controversias

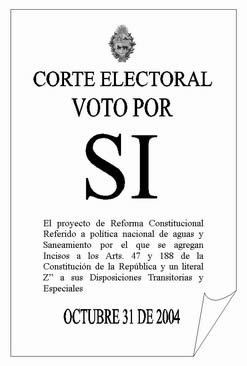
Plebiscito del agua en Uruguay en 2004.

El proyecto se ha visto enfrentado por varios actores sociales. Una controversia es puesta en manifiesto por la organización sindical Federación de Funcionarios de OSE es su posible colisión con el artículo 47 de la Constitución con la modificación del Plebiscito del agua en Uruguay en 2004, que establece que el servicio de abastecimiento de agua para consumo humano debe ser prestado exclusiva y directamente por organismos públicos.  

"El agua es un recurso natural esencial para la vida... El servicio público de saneamiento y el servicio público de abastecimiento de agua para el consumo humano serán prestados exclusiva y directamente por personas jurídicas estatales.
Artículo 47 de la Constitución de Uruguay (en la sección "Derechos, deberes y garantías").

Desde el punto de vista medioambiental la realización de esta obra y el funcionamiento de la planta supondrían un impacto negativo, con pérdida de biodiversidad animal y vegetal, daño en áreas protegidas, daño en las dunas y contaminación de aguas subterráneas, entre otros. Otros problemas que podrían surgir son la elevada salinidad del agua del Río de la Plata y la alta presencia de cianobacterias.
El director de OSE por la oposición Edgardo Ortuño manifestó sus reparos y criticó el proyecto al decir que «se aprobó con falta de transparencia» y que su costo en asociación con privados es más caro que si se hiciera de forma estatal. Para intentar frenar este proyecto, calificado por sus críticos como un intento de privatización del agua, desde el Frente Amplio anunciaron que presentarían un recurso de nulidad contra este proyecto.

## Procesos judiciales
En junio de 2023, la Justicia rechazó un recurso de amparo presentado por la organización Redes Amigos de la Tierra contra la iniciativa del Proyecto Neptuno.[cita requerida]
Una acción de nulidad presentada por la Federación de Funcionarios de OSE está en el Tribunal de lo Contencioso Administrativo (TCA).
En mayo de 2024 el Tribunal de Apelaciones en lo Civil admitió la demanda presentada por la Comisión Nacional en Defensa del Agua y la Vida y la organización civil Tucu-Tucu, con el patrocinio de la Clínica de Litigio Estratégico de la Universidad de la República. El Tribunal consideró que las organizaciones sociales tienen legitimidad para reclamar medidas de no innovar en «un caso en el que está en juego la protección del ambiente». 
En junio de 2024, el recurso presentado al Tribunal de Apelaciones pasó el caso al juez. El juez emitió una resolución en la que ordenó a OSE «no innovar» y que no suscriba el contrato con el consorcio Aguas de Montevideo, argumentando que «no surge que se haya discutido a fondo y con la necesaria transparencia pública las posibilidades que pudiera haber de sobrecostos gravosos en las tarifas del agua».
El 6 de febrero de 2025, el Tribunal Contencioso Administrativo rechazó un recurso presentado por la organización Redes Amigos de la Tierra contra el llamado a licitación para la construcción de la planta. El recurso se basaba en un pedido de inconstitucionalidad de los acuerdos, ya que la Constitución uruguaya prevé que la provisión de agua potable debe ser garantizada mediante un servicio público. Sin embargo, el TCA rechazó la medida por haber sido presentada fuera del término correspondiente según lo establecido por la ley.

## Suspensión
El 11 de abril en Torre Ejecutiva, tras la reunión, del Secretario de Presidencia de Uruguay Alejandro Sánchez, el ministro de Ambiente Edgardo Ortuño, y el presidente de OSE Pablo Ferreri, con los representantes del consorcio de empresas encargado de concretar el proyecto Neptuno, se anunció la suspensión de la ejecución del contrato por 90 días, Sánchez declaró en conferencia de prensa que: «se congela todo lo que firmó el gobierno saliente».
El 16 de julio de 2025, el gobierno anunció que dejaría sin efecto el proyecto original y comenzaría a negociar con el consorcio Aguas de Montevideo con el objetivo de construir en su lugar una planta potabilizadora de agua en Aguas Corrientes en Canelones.